# Partido Laborista de Barbados
El Partido Laborista de Barbados (en inglés: Barbados Labour Party) abreviado como BLP o Laboristas, es un partido político barbadense fundado en 1938. Ha estado en el poder en 1954-1961, 1976-1986, 1994-2008 y 2018-presente. Entre sus líderes se encuentran Grantley Adams y Owen Arthur.

## Historia
Fundado el 31 de mayo de 1938, fue el primer partido de masas existente en la entonces colonia de Barbados y es el partido político activo más antiguo del país insular. Su primer líder fue Grantley Herbert Adams, quien encabezó el primer gobierno barbadense democráticamente electo por sufragio universal, ejerciendo como premier entre 1953 y 1958, antes de ser elegido primer ministro de la Federación de las Indias Occidentales, que gobernó hasta su disolución. Luego de sufrir en 1955 la escisión del Partido Democrático Laborista (DLP), bajo el liderazgo de Charlie Broome y Errol Barrow, y perder las elecciones contra este en 1961, el BLP se mantuvo en oposición hasta después de la independencia de Barbados del Reino Unido en 1966, finalmente retornando con Tom Adams como líder y primer ministro en 1976.
Luego de un segundo período en la oposición al DLP desde 1986, el partido pasó a ser conducido por Owen Arthur, quien lo llevó a ganar las elecciones de 1994, 1999 y 2003, perdiendo ante el DLP en 2008 y 2013. Ese mismo año asumió como líder del partido Mia Mottley, quien condujo el partido a una victoria aplastante en 2018, obteniendo todos los escaños en la Cámara de la Asamblea, y asumiendo como la primera mujer en asumir el cargo de primera ministra de Barbados. A partir de ese año mantiene 29 de los 30 escaños en la Cámara (luego de la deserción de Joseph Atherley para asumir de manera formal como líder de la Oposición y fundar el Partido del Pueblo por la Democracia y el Desarrollo) y 12 de los 21 escaños en el Senado.
En el plano ideológico, el BLP es considerado (al igual que el DLP, su principal oponente) como un partido vagamente socialdemócrata de identidad variable, pues la competencia política barbadense está en realidad signada por los lazos familiares, el personalismo y la situación económica del momento. Históricamente visto como más conservador en lo social y político y liberal en lo económico que el DLP, después de la llegada a su liderazgo de Mia Mottley la formación ha adquirido un carácter mucho más progresista, sobre todo en cuestiones sociales e institucionales. Bajo su gobierno, Barbados anunció un plan para la ruptura del país con la monarquía de la Mancomunidad de Naciones y el establecimiento de una república parlamentaria en noviembre de 2021.

## Resultados electorales
|  | 54.47 % |

|  | 49.35 % |

|  | 36.82 % |

|  | 32.60 % |

|  | 42.40 % |

|  | 52.69 % |

|  | 52.22 % |

|  | 40.39 % |

|  | 42.52 % |

|  | 48.34 % |

|  | 64.87 % |

|  | 55.60 % |

|  | 47.14 % |

|  | 48.22 % |

|  | 72.83 % |

|  | 69.03 % |